# Georges Borgeaud (peintre)
Pour les articles homonymes, voir Georges Borgeaud (homonymie) et Borgeaud.
Georges Borgeaud, né le 18 septembre 1913 à Morrens dans le canton de Vaud, décédé le 22 janvier 1998 à Genève, est un peintre suisse.

## Biographie
Georges Borgeaud est orphelin très jeune. Il est placé tout d'abord dans un orphelinat avant de travailler comme valet de ferme, puis il reçoit une formation d'horticulteur. En 1936, il quitte la campagne pour fréquenter l'École des arts et métiers de Genève et de l'atelier de Christian Zwahlen (1939 à 1945). Il s'installe définitivement dans la ville de Genève, rue Hoffmann. Il se consacre à la peinture de nature mortes et de paysages suisses et étrangers (Bretagne, Provence, Grèce, Tahiti en 1963, Los Angeles, Copenhague). Après neuf années de réalisations restées dans l'anonymat, il commence des expositions en 1947. Georges Borgeaud a, jusqu'en 1968, vécu de petits boulots pour vivre et c'est à partir de là qu'il a pu vraiment se consacrer à la peinture.
Il expose aussi bien en Suisse qu'à l'étranger Paris (1962 et 1963), Tokyo, Osaka, Rio de Janeiro, au Musée du petit Palais à Genève (référence Journal de Genève 13.04.1978) et en 1977, son exposition à la Galerie Vallotton à Lausanne connaît un très grand succès.
Georges Borgeaud, peintre de la lumière, marié en 1938 à Aurélie, s'installe à Certoux dans le Canton de Genève en 1974. L'artiste laisse un grand nombre d'œuvres : des huiles, des aquarelles, des gouaches, des eaux-fortes et des dessins à l'encre de Chine.

## Quelques œuvres
- La Rotonde de la gare de Genève, 1957, 1958
- Quinigoin (Bretagne), lithographie
- Ouchy, Lausanne, 1961
- Marée basse, 1963
- Nature morte aux cerises, huile, 1969
- Tower Bridge Londres, 1971
- Grange à Charrat, huile, 1981
- Miéville, huile, 1981
- Marie-Rose à Ceylan, huile, 1982
- Le Marché de Bali, 1989
- Olivier grec
- Le Parc chez Renoir 1970
- Le Verger en fleurs 1970
- Cathédrale de Rouen, huile, 1971
- Atelier, huile, 1971
- Tourbillon, huile, 1971
- Le Vieux Pont d'Auray, 1971
- Prière dans la chapelle (Ile de Pâques), 1972
- Vieille maison en fleurs, huile, 1972
- Chambre d'Elisabeth, huile, 1973
- Église de Reims, 1973

## Récompenses
- Prix au concours Harvey, 1958
- Grand Prix des peintres européens, 1972 Cannes
- Prix Comte de Launoit Bruxelles, 1975 pour Cathédrale de Rouen
- Docteur honoris causa de l'Académie Pater Noster Corner à Londres, 1971 et 1972[3]
- Oscar d'or d'Italie 1985, pare l'Accademia Italia Centro Bedriaco[2]